# Queen of Golden Dogs
Queen of Golden Dogs è il terzo album in studio del produttore britannico Vessel, pubblicato il 9 novembre 2018.

## Tracce
Musiche di Sebastian Gainsborough.
1. Fantasma (For Jasmine) – 4:03
2. Good Animal (For Hannah) – 2:15
3. Argo (For Maggie) – 5:09
4. Zahir (For Eleanor) – 4:33
5. Arcanum (For Christalla) – 2:58
6. Glory Glory (For Tippy) – 4:09
7. Torno-me eles e nau-e (For Remedios) – 5:34
8. Paplu (Love That Moves the Sun) – 9:44
9. Sand Tar Man Star (For Aurellia) – 5:27

Durata totale: 43:52